# Турбина, Капитолина Евгеньевна
Турбина Капитолина Евгеньевна — специалист по страхованию, доктор экономических наук, профессор. Автор более 30[уточнить] научных работ в области страхования и страхового права. В их числе — монографии «Общества взаимного страхования», «Инвестиционный процесс и страхование инвестиций от политических рисков», «Тенденции развития мирового рынка страхования».

## Биография
Родилась 25 сентября 1960 года в Москве.
После окончания МФИ Турбина была направлена на работу в правление Госстраха РСФСР, где трудилась с 1982 по 1992 год. Последняя её должность этого периода — экономический советник председателя правления. В 1992 году по результатам защиты диссертации К. Е. Турбиной была присуждена учёная степень кандидата экономических наук. Некоторое время читала лекции в МФИ.
В 1992—1996 годах занимала пост заместителя руководителя Федеральной службы России по надзору за страховой деятельностью. Участвовала в подготовке основных нормативных документов, регулирующих деятельность на страховом рынке России, подготовке международных соглашений в области страхования с участием РФ, работе международных страховых организаций.
В 1994 году начала вести учебные курсы в МГИМО по дисциплинам «Страховое право», «Европейское страховое право». Профессор кафедры управления рисками и страхования. В 2011 году стала научным руководителем магистратуры по направлению «Международное страхование и управление риском» — курсы «Экономика страхового рынка», «Современные концепции оценки и управления риском» и ряд других.
В марте 1997 года возглавила московский офис Кёльнского перестраховочного общества, а после слияния в 2000 году немецкой компании и американского перестраховочного общества General Re — представительство последнего в Москве. В настоящее время — директор представительства в России компании «Дженерал Реиншуранс АГ».
Является почётным президентом российской Ассоциации страхового права — российского отделения Международной ассоциации страхового права. С 1998 года — Турбина — главный редактор специализированного журнала «Страховое право». Член ряда экспертных советов, в том числе Общественного совета при Банке России. Автор более 70[уточнить] научных работ в области страхования и страхового права.

## Образование
1. 1977-1982г. — Московский финансовый институт Специальность: Финансы и кредит. Квалификация: Экономист
2. Окончила в 1997г. — Санкт-Петербургский государственный университет (Юридический факультет)

## Учёные степени
- 1992 г. — Кандидат экономических наук
- 1997 г. — Защитила докторскую диссертацию в Финансовой академии при Правительстве РФ на тему «Современные тенденция развития мирового страхового рынка»